# Todomondo
Todomondo es un grupo musical rumano de género Pop.
Está compuesto por los artistas Andrei, Ciro de Luca, Kamara Ghedi, Mister M, Valeriu Răileanu y Vlad Creţu.
Se dieron a conocer cuando ganaron la selección nacional ("Selectia Nationala"), para ser los nuevos representantes de Rumanía en la LII Edición del Festival de la Canción de Eurovisión 2007 que se celebró el día 12 de mayo en el Hartwall Areena de la ciudad de Helsinki (Finlandia).
En el eurofestival actuaron con la canción titulada "Liubi, Liubi, I Love You" y que estaba escrita en los idiomas rumano, italiano, español, ruso, inglés y francés.
Lograron pasar la semifinal y en la gran final terminaron en el puesto número 13, con un total de 84 puntos recibidos.